# Ряйм, Михкель
Михкель Ряйм (эст. Mihkel Räim; род. 3 июля 1993, Курессааре) — эстонский профессиональный  шоссейный велогонщик, выступающий за команду Ferei Quick-Panda Podium Mongolia Team. Многократный чемпион Эстонии в групповой гонке (2016, 2018, 2021, 2022).

## Достижения
2010
 Чемпион Эстонии — групповая гонка U19
Тур Лодзинского региона
Генеральная классификация
1-й, 3-й и 4-й этапы
2011
 Островные игры — групповая гонка
2012
9-й на Гран-при Юрмалы
2013
5-й Балтик Чейн Тур
8-й на Гран-при Юрмалы
2014
7-й на Тур Эстонии
2015
 Островные игры — групповая гонка
Гран-при Шанталь Бийя
Очковая классификация
1-й и 3-й этапы
2-й на Кубок Лаги — Трофей Алмар
6-й на Тур Фландрии U23
2016
 Чемпион Эстонии — групповая гонка
Тур Венгрии
Генеральная классификация
1-й этап
9-й на Гран-при Адриа Мобил
2017
 Островные игры — групповая гонка
1-й этап Тур Азербайджана
1-й этап Тур Словакии
14-й этап Классика Колорадо
4-й на Тур Эстонии
10-й наСхал Селс
2018
 Чемпион Эстонии — групповая гонка
2-й на Вуэльта Кастилии и Леона
4-йн аТур Японии
2-й на Тур Кёльна
2-й на Тур Кореи
2019
Тур Эстонии
Генеральная классификация
Очковая классификация
2-й этап
3-й этап Тур Румынии
2020
1-й этап Тур Антальи
2021
 Чемпион Эстонии — групповая гонка
Белград – Баня Лука
Генеральная классификация
4-й этап
3-й этап Истриан Спринг Трофи
3-й этап Тур Болгарии
2022
 Чемпион Эстонии — групповая гонка

## Рейтинги
| Год                  | 2012  | 2013  | 2014  | 2015  | 2016  | 2017  | 2018  | 2019  | 2020  | 2021  | 2022  | 2023   | 2024   |
| -------------------- | ----- | ----- | ----- | ----- | ----- | ----- | ----- | ----- | ----- | ----- | ----- | ------ | ------ |
| Мировой рейтинг UCI  |       |       |       |       | 232-й | 303-й | 196-й | 205-й | 686-й | 218-й | 471-й | 1711-й | 1218-й |
| Европейский тур UCI  | 926-й | 522-й | 512-й | 407-й | 116-й | 160-й | 108-й | 171-й | 553-й | 188-й | 376-й | -      | -      |
| Азиатский тур UCI    | -     | -     | 353-й | -     | -     | 475-й | 131-й |       |       |       |       |        |        |
| Американский тур UCI | -     | -     | -     | 420-й | 117-й | 167-й | -     |       |       |       |       |        |        |
| Африканский тур UCI  | -     | -     | -     | 72-й  | -     | -     | -     |       |       |       |       |        |        |
|                      |       |       |       |       |       |       |       |       |       |       |       |        |        |
| Источник: UCI        |       |       |       |       |       |       |       |       |       |       |       |        |        |